# Ču-čou
Ču-čou (čínsky pchin-jinem Zhūzhōu, znaky 株洲) je městská prefektura v Čínské lidové republice. Leží v provincii Chu-nan u řeky Siang-ťiang. Celá prefektura má rozlohu 11 269 čtverečních kilometrů a žijí v ní necelé čtyři miliony obyvatel.

## Poloha
Ču-čou leží v jižní Číně v provincii Chu-nan na řece Siang-ťiang. Prefektura sousedí na východě s provincií Ťiang-si, na severu s prefekturou Čchang-ša, na západě s prefekturami Siang-tchan a Cheng-jang a na jihu s prefekturou Čchen-čou.

### Doprava
Ču-čou je významným železničním uzlem. Kříží se tu železniční tratě Peking – Kanton a Šanghaj – Kchun-ming. Zdejším „Severním nádražím“ projede denně 110 vlaků.

## Správní členění
Městská prefektura Ču-čou se člení na devět celků okresní úrovně, a sice pět městských obvodů, jeden městský okres a tři okresů.
| 1 Lu-sung 2 3 Lu-kchou okres · Jou okres · Čcha-ling okres · Jen-ling městský okres · Li-ling 1. Che-tchang 2. Š’-feng 3. Tchien-jüan |        |                       |             |                                         |
| Název | Název  | Počet obyvatel (2020) | Rozloha km² | Hustota zalidnění (obyv. na km²) (2020) |
| český přepis | znaky  | Počet obyvatel (2020) | Rozloha km² | Hustota zalidnění (obyv. na km²) (2020) |
| Městské obvody |        |                       |             |                                         |
| Che-tchang | 荷塘区 | 348 894               | 138         | 2 525                                   |
| Lu-kchou | 渌口区 | 260 534               | 1 125       | 232                                     |
| Lu-sung | 芦淞区 | 307 012               | 150         | 2 049                                   |
| Š’-feng | 石峰区 | 339 452               | 181         | 1 879                                   |
| Tchien-jüan | 天元区 | 478 309               | 326         | 1 466                                   |
| Městský okres |        |                       |             |                                         |
| Li-ling | 醴陵市 | 885 987               | 2 140       | 414                                     |
| Okresy |        |                       |             |                                         |
| Čcha-ling | 茶陵县 | 491 849               | 2 508       | 196                                     |
| Jen-ling | 炎陵县 | 160 274               | 2 039       | 79                                      |
| Jou | 攸县   | 630 427               | 2 662       | 237                                     |
| |        |                       |             |                                         |
| Celkem | Celkem | 3 902 738             | 11 269      | 346                                     |

## Partnerská města
- Fredrikstad, Norsko (10. červen 1999)
- Navoiy, Uzbekistán (12. duben 1996)
- Nha Trang, Vietnam (26. duben 2001)
- Pietermaritzburg, Jihoafrická republika (23. květen 2002)
- Pchočchon, Jižní Korea (18. březen 2009)